# Здзеховице (Опольское воеводство)
Здзехови́це (пол. Zdziechowice) — село в Польше в гмине Гожув-Слёнский Олесненского повета Опольского воеводства.

## История
С 1945 по 1954 год Здзеховице было административным центром одноимённой гмины. В 1975—1998 годах село входило в Ченстоховское воеводство.

## Достопримечательности
- Церковь Святейшего Сердца Иисуса Христа, построенная в 1916 году.
- Усадьба XIX века.
- В селе находилась деревянная церковь XVI века, которая в 1939 году была перенесена в село Насале.

## Ссылки

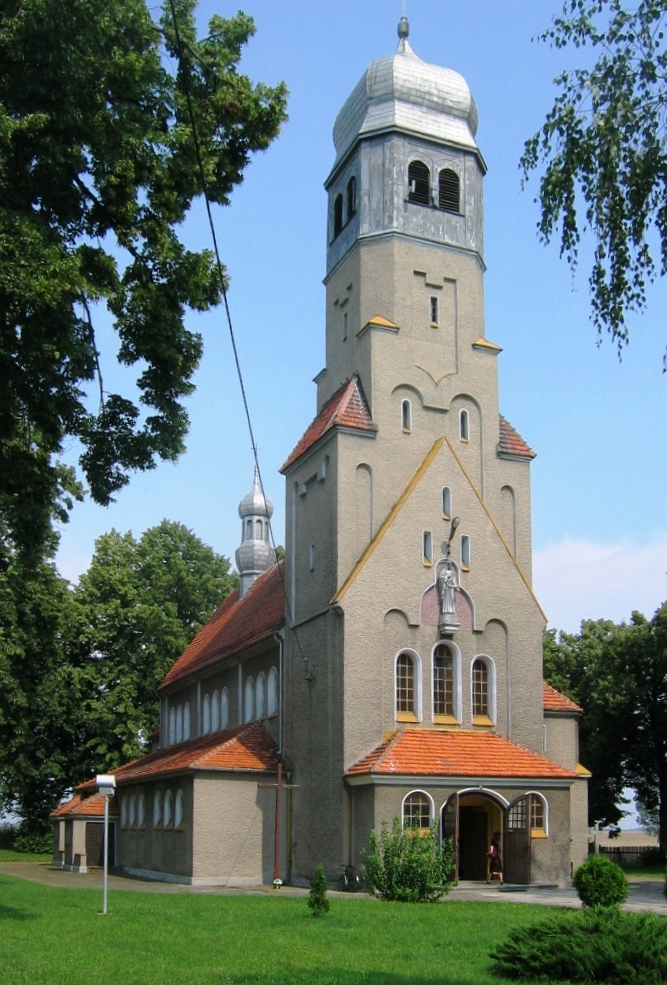
Церковь Святейшего Сердца Иисуса Христа, Здзиховице